# Lokenath Brahmachari
Lokenath Brahmachari o más popularmente "Lokenath Baba" es un santo, filósofo y yogui hindú de la India. Pertenece a la primera generación de santos indios cuya influencia celestial aún perdura en el paisaje espiritual de la India.

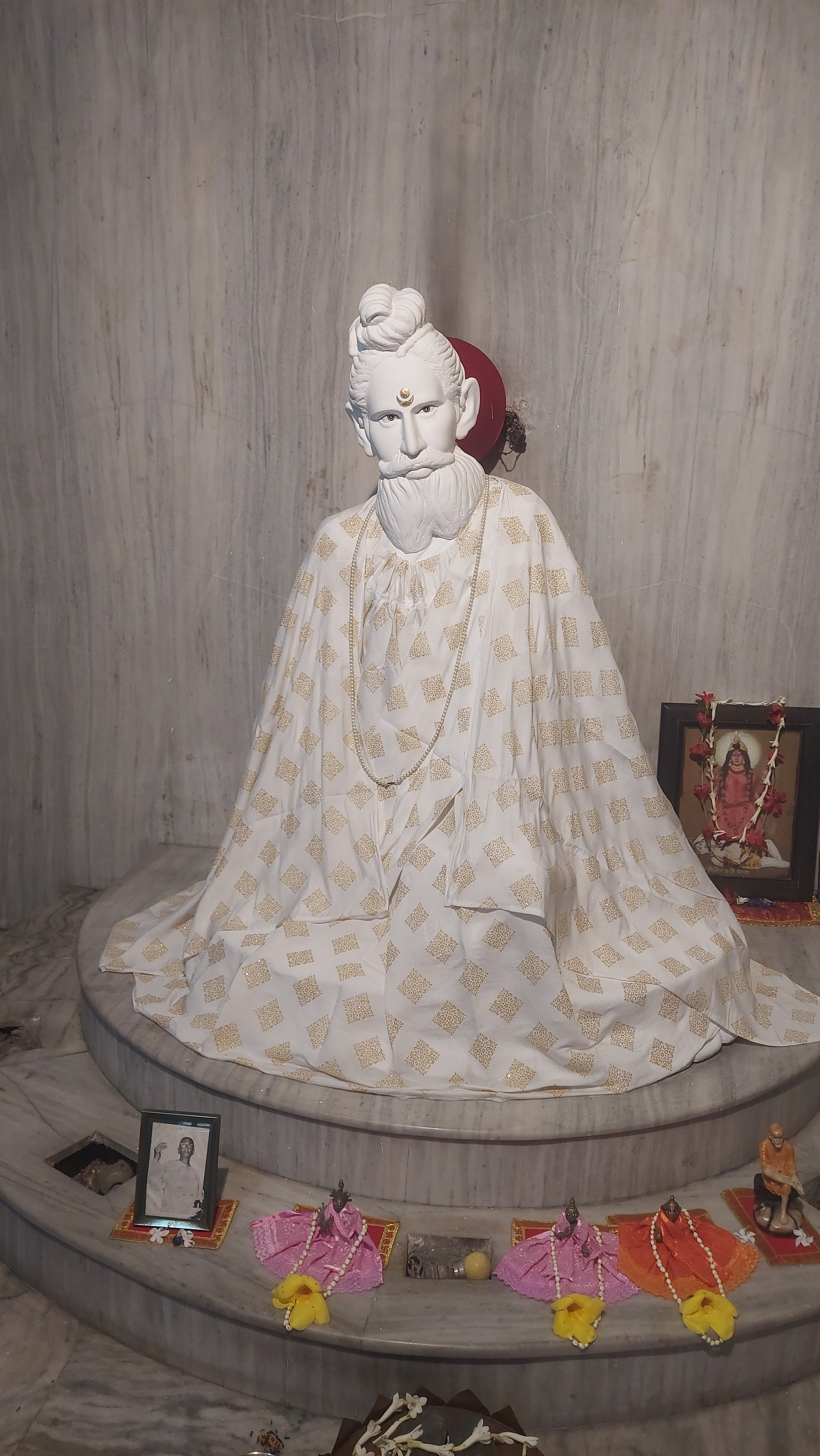
El ídolo de Lokenath Brahmachari en el templo de Salkia, Howrah, India (20 de agosto de 2023)

## Primeros años
Lokenath Ghoshal es el nombre de nacimiento de Baba Lokenath. Nació y se crio en Kachua o 'Kachuadham' (en la actual Bengala Occidental ). Nació en el seno de la familia Ghosal: su padre se llamaba Ram Kanai Ghosal. Lokenath fue su cuarto hijo con su esposa Kamala Devi. Ram Kanai tenía una fuerte inclinación espiritual y quería que los tres hijos mayores de Lokenath se convirtieran en Brahmacha. Sin embargo, Kamala Devi no quería que sus hijos pasaran mucho tiempo fuera de casa, lo que exigía ese estilo de vida. Sin embargo, según la creencia popular, cambió de opinión cuando vio la "radiante cara de loto" de su cuarto hijo: Lokenath. Así que, a la edad de 10 años, su padre llevó a Lokenath al famoso teólogo hindú Bhagaban Ganguly, que aceptó tomarlo como discípulo. Así comenzaron las expediciones espirituales de Lokenath, junto con su amigo de la infancia, Benimadhav Bandhopadhyay.

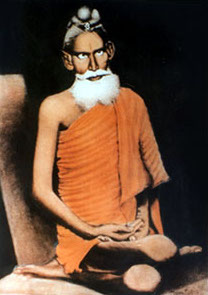
Retrato de Lokenath Brahmachari (Baba Lokenath)

## Práctica espiritual
Según los autores, Bhagaban Ganguly era en el fondo la persona que mejor quería a la familia Ghosal. Según las leyendas, Bhagaban pudo prever las proezas espirituales de Lokenath tras examinar al niño. Su amplia frente, el par de ojos que sobresalían prominentemente de las orejas, la nariz prominente y los brazos grandes, entre otras cosas, le parecieron marcas de un gran hombre en ciernes. Tras su ceremonia del hilo (una tradición hindú en la casta de los brahmanes), Lokenath pasó sus primeros días recibiendo instrucciones de conciencia espiritual por un lado y jugando con sus amigos por otro. Lokenath, Benimadhav y Bhagaban realizaron su primer viaje espiritual al templo Kalighat Kali de Calcuta y, a partir de entonces, Lokenath visitó incluso internacionalmente diversos lugares, como Afganistán, Siberia e Israel. Se dice incluso que visitó La Meca.

## Regreso a Bengala
Baba Lokenath regresó a Bengala en 1866 y se estableció en Baradi, cerca de Dhaka (actual Bangladés ), donde construyó un pequeño techo de paja con barro y bambú con sus propias manos. Este más tarde se convertiría en su ashram por el resto de su vida. Según muchos, había desarrollado poderes mágicos y le habían visto curar enfermedades. La fama de Lokenath se extendió por todo el mundo y pronto empezó a ganar discípulos.

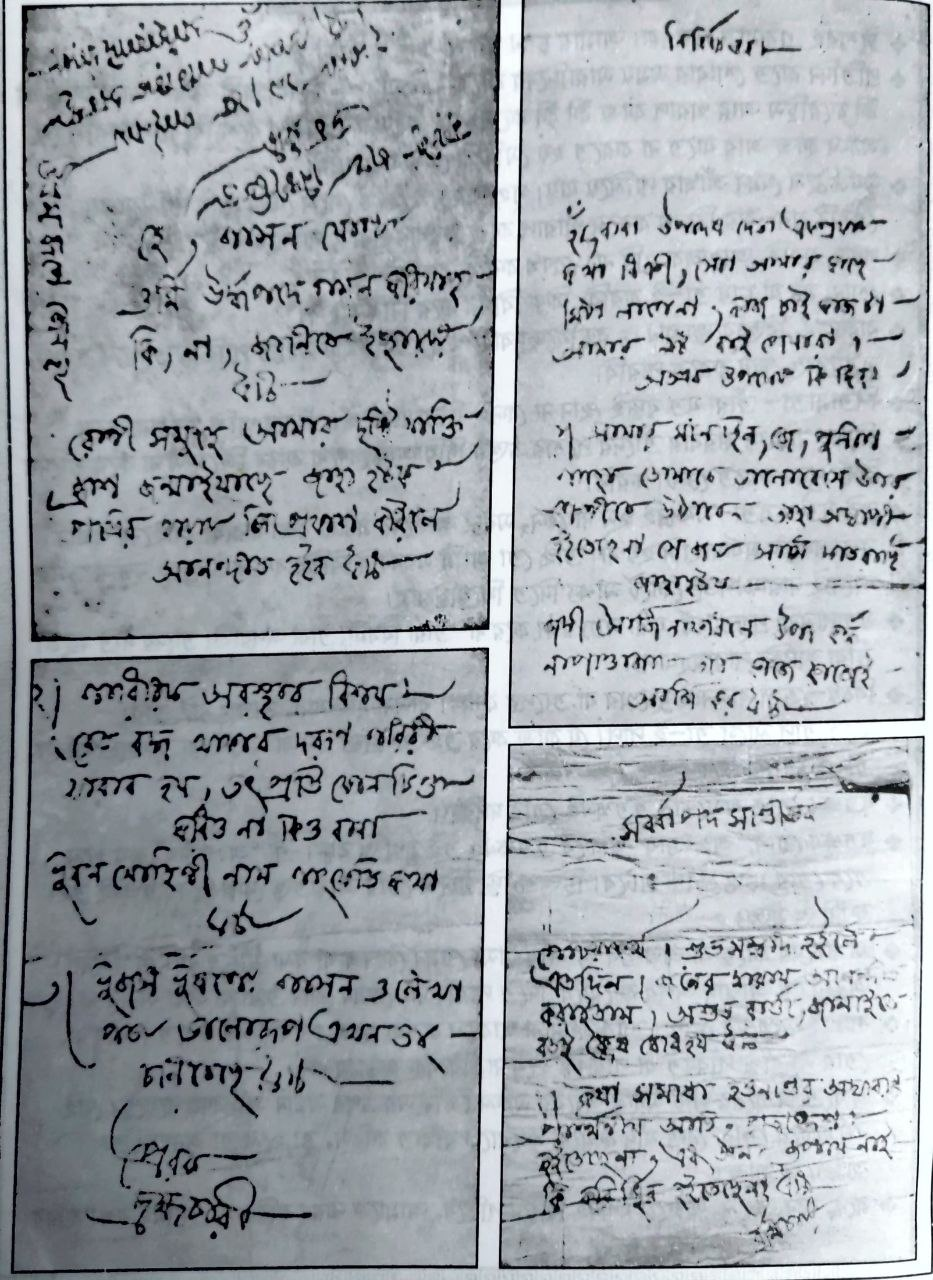
Notas escritas a mano de Lokenath Brahmachari, publicadas en "শ্রদ্ধাঞ্জলি ১২১তম তিরোধন দিবস" de শ্রীশ্.

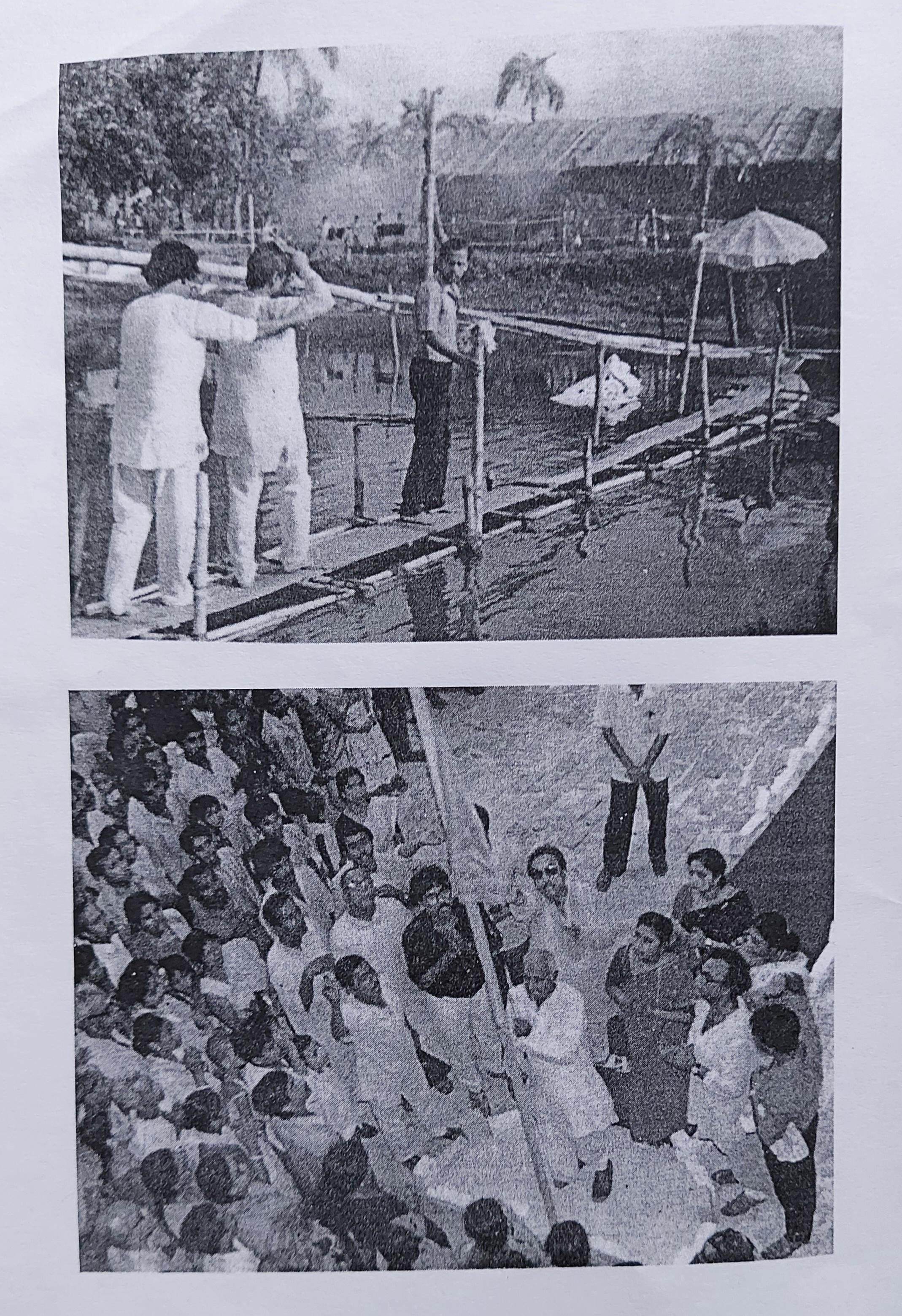
El gran devoto de Lokenath, Nityagopal Saha, durante la construcción del templo y el Día de la Independencia de la India en el lugar de nacimiento de Lokenath Brahmachari: Kachuadham.

## Controversia sobre el lugar de nacimiento
El origen de Baba Lokenath, es decir, el lugar de nacimiento, está envuelto en misterio. El 8 de abril de 1885, hubo un decreto original (N.º 82 de 1935) llevado ante T. Naylor, Asst. Magistrado de Narainganj bajo la "Ley de Disposiciones X" de 1873 donde aparentemente Baba Lokenath dijo lo mismo:
"Mi nombre es Lokenath Brahmachari. El nombre de mi padre es Ram Narain Ghosal. Soy de casta Brahman. Mi casa está en Mouza Chakla, Thana zilla Barasat. Resido actualmente en Mouza Baradi. Thana Narainganj, Zilla Dacca, donde soy preista".
Mirando más de cerca, en el libro de Tushar Kanti Basak "কচুয়া: লোকনাথ-গঙ্গার ত্রিবেনী সঙ্গম", menciona, que no es posible haber mencionado "...zilla Barasat" en 1885 cuando (según él) el distrito de Barasat existió entre 1834-1862 (cita la cita ). En 1861, se abolió la magistratura conjunta y el "distrito de Barasat" se convirtió en una subdivisión del Distrito Veinticuatro Parganas . También menciona que Lokenath no podría haber dicho que el nombre de su padre es "Ram Narain Ghosal" cuando el verdadero nombre de su padre era "Ram Kanai Ghosal". Debido a tales inconsistencias, Basak menciona en su libro que el lugar de nacimiento de Lokenath Brahmachari tiene que ser "Kachuadham".
En su libro "Lokenath Brahmachari: The Great Divine", Chiro Ghosh escribe que Lokenath nació en Kachua.
En el libro de Haripada Bhowmick ব্রহ্মচারীর জন্মস্থান প্রসঙ্গে (Trikaldarshi Mahapurush Shri Shri Lokenath Brahmachrir Janmasthan Prashange), menciona puntos similares como los señalados por Tushar K anti Basak. Toma los documentos de la sala del tribunal de Narainganj, con la ayuda del devoto de Lokenath Nityagopal Saha y comenta sus puntos de vista en los siguientes puntos:
(1) Si los documentos de la corte son infalibles, entonces se menciona en el mismo documento que la muerte de Lokenath Brahmachari ocurrió cuando tenía solo 85 años, cuando afirma que vivió hasta los 160 años.
(2) También menciona el mismo punto con Basak, que Barasat no fue un municipio hasta 104 años después, a partir de la fecha de la sala del tribunal.
(3) También afirma que el nombre del padre de Lokenath era Ram Kanai Ghoshal, mientras que los documentos indican que Lokenath mencionó que es Ram Narayan Ghoshal.

## Muerte y legado
Se dice que Lokenath Brahmachari murió el 1 de junio de 1890, con los ojos abiertos. Se dice que alcanzó el Nirvana, como el Mahavira en el jainismo. Una de sus citas famosas se transcribe aproximadamente como: "Ya sea en la guerra, en el bosque o en el agua; si alguna vez estás en peligro, acuérdate de mí y te salvaré". (Bengalí: "রণে বনে জলে জঙ্গলে, যখনই যেখানে বিপদে পড়িব ে, আমাকে স্মরণ করিবে আমি তোমাদের রক্ষা করিব।")
Lokenath había procurado vivir fuera de la luz de los focos durante toda su vida, porque la odiaba. De ahí que no se hable tanto de él como de otros filósofos hindúes de la India oriental.